# David F. Houston

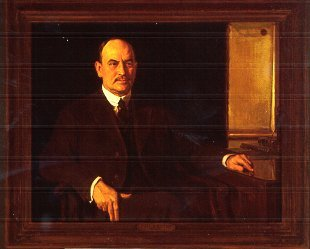
Porträt von D.F. Houston im Finanzministerium

David Franklin Houston (* 17. Februar 1866 in Monroe, North Carolina; † 2. September 1940 in New York City) war ein US-amerikanischer Geschäftsmann, demokratischer Politiker, Landwirtschaftsminister und Finanzminister.

## Familie
Houston war Sohn des Bauern und Pferdehändlers William Henry Houston und dessen Frau Cornelia Anne Stevens. 1895 heiratete er Helen Beall, mit der er fünf Kinder hatte.

## Studium und berufliche Laufbahn als Hochschulprofessor
Nach dem Schulbesuch absolvierte er zunächst ein Studium an der University of South Carolina, das er 1887 mit einem Bachelor of Arts (B.A.) abschloss. Anschließend absolvierte er ein Studium der Politikwissenschaft und Wirtschaft an der Harvard University, das er 1892 mit einem Master of Arts in Political Science (M.A. Pol. Sc.) beendete.
Nach dem Studium wurde er 1894 außerordentlicher Professor für Politikwissenschaften an der University of Texas. 1896 veröffentlichte er A Critical Study of Nullification in South Carolina. 1899 wurde er zum Dekan der Politikwissenschaftlichen Fakultät ernannt. Während dieser Zeit war er auch Gastdozent an der United States Military Academy in West Point (New York).
Von 1902 bis 1905 war er Präsident des Agricultural and Mechanical College of Texas. 1905 kehrte er als Präsident an die University of Texas zurück. Während seiner dortigen bis 1908 dauernden Amtszeit eröffnete die Universität ein Promotionsprogramm sowie eine Fakultät der Rechtswissenschaften (Law School).
1908 wurde er als Nachfolger von Marshall Snow zum Präsidenten (Chancellor) der Washington University in St. Louis berufen. In dieser Funktion war er bis 1913 tätig und begründete in der Zeit nicht nur eine Fakultät der Architektur (School of Architecture), sondern stärkte auch die Medizinische Fakultät durch Partnerschaften mit Krankenhäusern. Während dieser Zeit lernte er auch den damaligen Gouverneur von New Jersey, Woodrow Wilson, kennen.
Später gehörte er auch dem Aufsichtsrat der Harvard University sowie dem Treuhändergremium (Board of Trustees) der Columbia University an.

## Politische Laufbahn

### Landwirtschaftsminister unter Wilson
Nach der Wahl von Woodrow Wilson zum Präsidenten der Vereinigten wurde er durch diesen am 6. März 1913 zu dessen Landwirtschaftsminister berufen. Dieses Amt übte er bis zum 2. Februar 1920 aus. Während seiner Amtszeit wurden mehrere bedeutende Gesetze durch den Kongress verabschiedet.

### Finanzminister und Rückzug aus dem politischen Leben
Am 2. Februar 1920 wurde er dann als Nachfolger von Carter Glass zum Finanzminister ernannt. Sein Nachfolger als Landwirtschaftsminister wurde Edwin Meredith.
Als Finanzminister sah er sich nach dem Ende des Ersten Weltkrieges stürmischen Auseinandersetzungen über die Geldpolitik der US-Regierung gegenüber. Als Ex officio – Vorsitzender des Federal Reserve System musste er mehrfach Warnungen über die Finanzsituation abgeben. Er selbst setzte Erhöhungen des Rediskontsatzes zur Verminderung der Inflation ein. Nachdem der Optimismus nach dem Kriegsende verflogen war, sagte er einen Verfall besonders der Preise für Landwirtschaftsgüter voraus. Deswegen setzte er sich für leichtere und günstigere Kredite für Farmer ein, drängte sie andererseits aber auch dazu weniger zu produzieren.
Als die Preise 1920 jedoch viel dramatischer als erwartet fielen, beschuldigten Sprecher der Farmer, dass Houston den Wohlstand der Landwirte zerstört hätte. Hinzu kam, dass England und Frankreich darauf drängten ihre Kriegsschulden zu erlassen. Houston, Präsident Wilson und der Kongress lehnten zwar einen Schuldenerlass ab, gewährten jedoch eine Umwandlung in Langzeitkredite.
Nach dem Ende der Präsidentschaft von Woodrow Wilson am 4. März 1921 zog sich Houston aus dem politischen Leben zurück und wechselte anschließend in die Wirtschaft.
In der Wirtschaft war er unter anderem Vizepräsident von AT&T sowie Direktor von US Steel. Daneben veröffentlichte er eine zweibändige Ausgabe seiner Memoiren unter dem Titel Eight Years with Wilson's Cabinet.
Im Mai 1925 gehörte er als Mitglied der US-Delegation einer Kommission zur Vorbereitung einer Wirtschaftskonferenz des Völkerbundes im September 1925 in Genf an.

## Veröffentlichungen
- A Critical Study of Nullification in South Carolina, 1896
- Soldiers of the Soil: Our Food Crops Must Be Greatly Increased, in: National Geographic Magazine, März 1917
- Eight Years with Wilson's Cabinet, (Memoiren)